# SS-Oberst-Gruppenführer
Oberstgruppenführer naziv je za najviši čin Schutzstaffela poslije SS-Reichsführera (čin kojeg je nosio samo Heinrich Himmler), a postojao je u razdoblju od 1942. do 1945. Ovaj čin je nekad pisan kao "Oberst-Gruppenführer", a prevodi se kao "Vrhovni vođa skupine". 
Oberstgruppenführer je bio čin izjednačen činu general-pukovnika (Generaloberst) u Wehrmachtu, što je jednako današnjem činu generala u većini vojski.
Stovren je 1942., a nosila su ga samo četvorica SS-ovaca tijekom 3 godine postojanja ovoga čina; od toga polovica nositelja su bili generali Waffen SS-a. Čin Oberstgruppenführera u početku je bio samo čin Waffen SS-a, a nosila su ga dvojica zapovjednika oklopnih armija (Panzerarmee). Wehrmacht je uložio protest na promaknuće SS-ovaca u ovaj čin, jer nije želio da SS-generali imaju toliku moć. U proljeće 1942. sam Adolf Hitler ovoj dvojici SS-ovaca dodjeljuje ovaj čin; no samo je jedan od promaknutih bio pripadnik Waffen SS-a, dok je drugi promaknuti bio pripadnik Ordnungspolizeia. Promaknuti iz Ordningspolizeia bio je Kurt Daluege, koji je uz ovaj čin imao i naslov Generaloberst der Polizei. Daluege je bio jedini iz policije koji je imao ovaj čin. Reinhard Heydrich bi također bio nositelj ovoga čina da njegov život nisu oduzeli češki partizani u lipnju 1942.
Preostala dvojica bivaju promaknuti u čin Oberstgruppenführera 1944. Jedan od njih je bio general Waffen SS-a, a drugi promaknuti je dobio časno promaknuće i bio je pripadnik Allgemeine SS-a. Čin Oberstgruppenführera nošen je samo na sivoj Waffen SS-ovoj uniformi i nema fotografskih dokaza da je nošen na crnoj uniformi SS-a.   
Nositelji čina SS-Oberstgruppenführer bili su:
| Ime nositelja       | Datum promaknuća  | Puni naslov                                                   |
| Ime nositelja       |                   |                                                               |
| Ime nositelja       |                   |                                                               |
| Kurt Daluege        | 20. travnja 1942. | SS-Oberstgruppenführer und Generaloberst der Polizei          |
|                     |                   |                                                               |
|                     |                   |                                                               |
| Franz Xaver Schwarz | 20. travnja 1942. | SS-Oberstgruppenführer und Panzer-Generaloberst der Waffen-SS |
|                     |                   |                                                               |
|                     |                   |                                                               |
| Sepp Dietrich       | 1. kolovoza 1944. | SS-Oberstgruppenführer und Panzer-Generaloberst der Waffen-SS |
|                     |                   |                                                               |
|                     |                   |                                                               |
| Paul Hausser        | 1. kolovoza 1944. | SS-Oberstgruppenführer und Generaloberst der Waffen-SS        |

1944. Heinrich Himmler nudio je Albertu Speeru počasni naslov Oberstgruppenführera.  Speer je odbio neželeći postati formalno podređeni Himmleru. Hermann Göring je također dobio ponudu da uzme ovaj čin, no on to odbija jer nije bio u dobrim odnosima s Himmlerom. Himmlerov nasljednik, Karl Hanke, nikada nije nosio čin Oberstgruppenführer, no postao je SS-Reichsführer, promaknut izravno iz čina SS-Obergruppenführera.
Oni koji su nosili čin Oberstgruppenführer, također su imali dopuštenje da nose policijski čin ili čin Waffen SS-a. Franz Xaver Schwarz, koji je imao počasni čin Ehrenführer, jedini je koji nije uz čin Oberstgruppenführer nije imao i čin Waffen SS-a.
Čin Oberstgruppenführera također se pojavljivao u fikciji, točnije u romanu Domovina, koji je obrnuo Drugi svjetski rat, tj. nacisti su bili pobjednici. U romanu, autor Arthur Nebe, također ima lika s činom SS-Oberstgruppenführer koji je bio zapovjednik Kriminalpolizeia. Obilježje Oberstgruppenführera također nosi i Ian McKellen kao kralj-diktator iz filma Richard III., gdje se radnja odvija u Ujedinjenom Kraljevstvu 1930-ih godina.